# Championnat de Libye de football 1996-1997
Navigation
Saison précédente Saison suivante
La saison 1996-1997 du Championnat de Libye de football est la vingt-neuvième édition du championnat de première division libyen. Vingt-cinq clubs prennent part au championnat organisé par la fédération. Les équipes sont réparties en deux poules où elles rencontrent leurs adversaires deux fois au cours de la saison, à domicile et à l'extérieur. Le système de promotion-relégation n'est pas connu.
C'est le club d'Al Tahaddy Benghazi qui remporte la compétition, après avoir battu lors de la finale nationale Al Mahalah Tripoli.  C'est le troisième titre de champion de Libye de l'histoire du club, le premier depuis vingt ans.

## Les clubs participants
| - Al Medina Tripoli - Al Ahly Benghazi - Al Africy - Al Majd Tripoli - Al Tahaddy Benghazi - Al Mahalah Tripoli - Al Tersana Tripoli - Rafik Sorman - Al Ittihad Gheryan - Al Ta'awon Tripoli - Al Charara - Al Olympic Zaouia - Al Saddaqa | - Al Shat Tripoli - Al Nasr Benghazi - Al Hilal Benghazi - Asswehly Sports Club - Al Soukour Tobrouk - Al Dhahra Tripoli - Darnes Darnah - Al Murooj - Al Yarmouk Tripoli - Al Intilaaq - Al Nejma Benghazi - Al Qurthabia Sabha |

## Compétition

### Classement
Le classement utilise le barème suivant :
- Victoire : 3 points
- Match nul : 1 point
- Défaite : 0 point

#### Groupe A
| Rang | Équipe             | Pts | J  | G  | N  | P  | Bp | Bc | Diff |
| ---- | ------------------ | --- | -- | -- | -- | -- | -- | -- | ---- |
| 1    | Al Mahalah Tripoli | 46  | 22 | 14 | 4  | 4  | 39 | 20 | +19  |
| 2    | Al Hilal Benghazi  | 43  | 22 | 12 | 7  | 3  | 35 | 16 | +19  |
| 3    | Al Ta'awon         | 42  | 22 | 12 | 6  | 4  | 27 | 17 | +10  |
| 4    | Al Nasr BenghaziC  | 30  | 22 | 8  | 6  | 8  | 20 | 20 | 0    |
| 5    | Al Dhahra Tripoli  | 29  | 22 | 7  | 8  | 7  | 26 | 20 | +6   |
| 6    | Al Intilaaq        | 29  | 22 | 7  | 8  | 7  | 25 | 25 | 0    |
| 7    | Al Charara         | 29  | 22 | 7  | 8  | 7  | 22 | 28 | -6   |
| 8    | Al Africy          | 25  | 22 | 6  | 7  | 9  | 24 | 28 | -4   |
| 9    | Al Tersana Tripoli | 24  | 22 | 4  | 12 | 6  | 14 | 18 | -4   |
| 10   | Al Nejma Benghazi  | 24  | 22 | 6  | 6  | 10 | 19 | 24 | -5   |
| 11   | Al Soukour Tobrouk | 24  | 22 | 6  | 6  | 10 | 17 | 28 | -11  |
| 12   | Rafik Sorman       | 9   | 22 | 1  | 6  | 15 | 12 | 39 | -27  |

| Qualifications et relégations | Qualifications et relégations                                   |
| ----------------------------- | --------------------------------------------------------------- |
|                               | Participation au match pour le titre                            |
|                               | C : Vainqueur de la Coupe de Libye P : Promu de Second Division |

#### Groupe B
| Rang | Équipe               | Pts | J  | G  | N  | P  | Bp | Bc | Diff |
| ---- | -------------------- | --- | -- | -- | -- | -- | -- | -- | ---- |
| 1    | Al Tahaddy Benghazi  | 44  | 24 | 12 | 8  | 4  | 39 | 20 | +19  |
| 2    | Al Majd Tripoli      | 42  | 24 | 11 | 9  | 4  | 31 | 11 | +20  |
| 3    | Al Ahly Benghazi     | 40  | 24 | 10 | 10 | 4  | 30 | 20 | +10  |
| 4    | Asswehly Sports Club | 36  | 24 | 9  | 9  | 6  | 25 | 19 | +6   |
| 5    | Al Yarmouk Tripoli   | 34  | 24 | 8  | 10 | 6  | 20 | 20 | 0    |
| 6    | Al Medina Tripoli    | 33  | 24 | 9  | 6  | 9  | 20 | 19 | +1   |
| 7    | Al Olympic Zaouia    | 33  | 24 | 7  | 12 | 5  | 24 | 21 | +3   |
| 8    | Al Qurthabia Sabha   | 30  | 24 | 8  | 6  | 10 | 28 | 34 | -6   |
| 9    | Al Saddaqa           | 28  | 24 | 6  | 10 | 8  | 17 | 24 | -7   |
| 10   | Al Murooj            | 26  | 24 | 5  | 11 | 8  | 14 | 24 | -10  |
| 11   | Darnes Darnah        | 23  | 24 | 4  | 11 | 9  | 15 | 24 | -9   |
| 12   | Al Shat TripoliT     | 22  | 24 | 5  | 7  | 12 | 13 | 22 | -9   |
| 13   | Al Ittihad Gheryan   | 21  | 24 | 6  | 3  | 15 | 24 | 34 | -10  |

| Qualifications et relégations | Qualifications et relégations                    |
| ----------------------------- | ------------------------------------------------ |
|                               | Participation au match pour le titre             |
|                               | T : Tenant du titre P : Promu de Second Division |

### Matchs

#### Match pour le titre
| Équipe 1            | Résultat | Équipe 2           |
| ------------------- | -------- | ------------------ |
| Al Tahaddy Benghazi | 2 - 0    | Al Mahalah Tripoli |

## Bilan de la saison
| Championnat de Libye de football 1996-1997        |                                |
| Champion                                          | Al Tahaddy Benghazi (3e titre) |
| Coupes et trophées                                |                                |
| Vainqueur de la Coupe de Libye 1996-1997          | Al Nasr Benghazi               |
| Qualifications continentales                      |                                |
| Ligue des champions de la CAF 1998                | Aucun                          |
| Coupe des Coupes 1998                             | Aucun                          |
| Coupe de la CAF 1998                              | Aucun                          |
| Coupe des clubs champions arabes de football 1998 | Al Tahaddy Benghazi            |
| Promotions et relégations                         |                                |
| Promus en Premier League                          | Inconnus                       |
| Relégués en Second Division                       | Inconnus                       |